# Ґодзілла проти Мехаґодзілли (фільм, 1974)
«Ґодзілла проти Мехаґодзілли» (яп. ゴジラ対メカゴジラ, Ґодзіра тай Мекаґодзіра) — японський кайдзю-фільм, створений студією Toho у 1974 році. Це чотирнадцятий фільм про Ґодзіллу, шостий фільм, у якому з'являється Ангірус і перший фільм за участю Мехаґодзілли і Кінг Сізара. Це п'ятий і останній фільм про Ґодзіллу, режисером якого був Дзюн Фукуда.
Світова прем'єра відбулася 21 березня 1974 року, через двадцять років після виходу першого фільму.
Були зняті ще два фільми з такою назвою, але вони ніяк не пов'язані між собою. Також існує сиквел цього фільму — «Терор Мехаґодзілли», в якому Ґодзілла знову бореться з інопланетним роботом.

## Сюжет
В Окінаві археолог виявляє статую древнього, схожого на лева, бога Кінг Сізара. На статуї написано, що коли з'явиться чорна хмара, з'явиться монстр і руйнуватиме се навколо, а два інших монстра протистоятимуть йому.
З'являється чорна хмара, починається землетрус, і з боку гори Фудзі з'являється Ґодзілла. Люди не можуть повірити в те, що Ґодзілла — той самий злий монстр з пророцтва. На диво Ґодзілла серйозно ранить свого союзника Ангіруса.
Ґодзілла руйнує завод з переробки нафти і незабаром з моря з'являється інший Ґодзілла. З'ясовується, що першим злим Ґодзіллою насправді є Мехаґодзілла — гігантський кіборг, замаскований під Ґодзіллу, який був побудований расою схожих на мавп прибульців. Мехаґодзілла важко ранить Ґодзіллу, і той відступає.
Пізніше Ґодзіллу наздоганяє тайфун з грозою і блискавка заряджає його енергією.
В цей час археологи, втікши з полону прибульців, повертають статую Кінг Сізара у храм в Окінаві, і з прибережної скелі виходить Кінг Сізар. До Окінави прилітає Мехаґодзілла і починається битва. Незабаром з'являється Ґодзілла, але навіть разом з Кінг Сізаром він не може здолати кіборга. Коли Мехаґодзілла піднімається у повітря, Ґодзілла створює навколо себе магнітне поле, притягуючи Мехаґодзіллу. Ґодзілла скручує голову кіборгу, після чого викидає його в море. Кінг Сізар повертається в свою печеру, в якій пробуде до тих пір, поки світу знову не загрожуватиме небезпека, а Ґодзілла йде в океан.

## Кайдзю
- Ґодзілла
- Мехаґодзілла
- Кінг Сізар
- Ангірус

## В ролях
- Масаакі Даймон — Кейсуке Сімідзу
- Кадзуя Аояма — Масахіко Сімідзу
- Акіхіко Хірата — професор Хідето Міядзіма
- Хіросі Коідзюмі — професор Вагура
- Рейко Тадзіма — Саеко Канесіро
- Хіромі Мацусіта — Ікуко Міядзіма
- Горо Міцумі — головний прибулець
- Сін Кісіда — агент Інтерпола Намбара
- Ісао Дзусі — Ґодзілла
- Ісе Морі — Мехаґодзілла

## Створення
До двадцятиріччя франшизи «Ґодзілла» кінокомпанія Toho хотіла зняти фільм «Сутичка гігантських монстрів в Окінаві». Над сюжетом працювали Сін'іті Секідзава та Масамі Фукусіма. Сценарій доопрацював Дзюн Фукуда. Він був готовий у 1973 році.
Головною темою у фільмі знову стала прибуття прибульців-загарбників, які управляють своїм могутнім монстром. В одному з початкових варіантів сценарію у фільмі повинні були з'явитися Мотра і новий монстр Гаруган. Згодом від Мотри відмовилися, додавши Мехаґодзіллу, а Гаругана перейменували в Кінг Баругана. Це повинен був бути темно-червоний монстр з бронзовим відтінком, головною здатністю якого була відображення теплових атак ворогів. Розміром Баруган повинен був бути майже як Ґодзілла  — 50 метрів у висоту і вагою 30 000 тонн. В кінцевому варіанті сценарію цього кайдзю замінили на Кінг Сізара. Також у фільмі з'явився класичний монстр Ангірус. Це його остання поява в періоді Сьова (1954—1975 роки).

## В американському прокаті
У США фільм показувався в кінотеатрах під керівництвом Cinema Shares International в 1977 році. Як і у випадку з фільмом «Ґодзілла проти Мегалона», для американського прокату була використана міжнародна версія фільму. Спочатку англійська назва фільму звучала як «Ґодзілла проти біонічного монстра» (англ. Godzilla vs. Bionic Monster), через те, що в ті роки був популярний серіал «The Bionic Woman». Пізніше фільм був перейменований в «Ґодзілла проти програмованого монстра» (англ. Godzilla vs. Cosmic Monster). Під схожою назвою фільм виходив у Великій Британії.
На американському постері фільму немає Ангіруса і Кінг Сізара.

## Критика
«Ґодзілла проти Мехаґодзілли» був визнаний найкращим фільмом про Ґодзіллу серед тих не зовсім вдалих, які були зняті з 1969 по 1975 роки. Фільм мав помірний, але набагато більший успіх, ніж «Ґодзілла проти Мегалона». В Японії було продано 1 330 000 квитків до фільму.

## Реліз
У 1988 році повна версія фільму була випущена New World Video разом з фільмами «Ґодзілла проти Гайгана» та «Повернення Ґодзілли». Реліз міжнародної версії фільму відбувся в 2004 році.

## Цікаві факти
- Протягом усього фільму Мехаґодзілла вдосконалюється — він став здатен створювати захисне поле. При цьому, коли робот був замаскований під Ґодзіллу, він вивергав жовтий атомний промінь, але потім перестав його використовувати. Пізніше він використовує райдужний атомний промінь.
- Статуетка Кінг Сізара нагадує зображення Сізи.
- В Італії фільм вийшов під назвою «Ґодзілла проти робота», а у Франції — як «Ґодзілла проти механічного монстра».